# Regionernes Lønnings- og Takstnævn
Regionernes Lønnings- og Takstnævn (RLTN) er et dansk forhandlingsorgan, der repræsenterer Danske Regioner i forhandlinger om løn- og ansættelsesvilkår for ansatte i de danske regioner. Nævnet har ansvar for at indgå overenskomster og aftaler for en række faggrupper, herunder sundhedspersonale, læger, sygeplejersker, social- og sundhedsassistenter, samt administrativt og teknisk personale.

## Funktion og ansvar
Nævnet forhandler blandt andet med:
- Dansk Sygeplejeråd – vedrørende sygeplejerskers overenskomster.[3]
- FOA - Fag og Arbejde – vedrørende social- og sundhedsassistenter og andre faggrupper.[4]

Forhandlingerne resulterer i overenskomster og aftaler, der regulerer løn, arbejdstid, pension og andre arbejdsvilkår for de regionale medarbejdere.

## Overenskomstforhandlinger
RLTN deltager i de regelmæssige overenskomstforhandlinger (OK-forhandlinger), der typisk afholdes hvert andet eller tredje år. Disse forhandlinger har betydning for tusindvis af offentligt ansatte i regionerne. Tidligere overenskomster har blandt andet omfattet:
- OK18 (2018) – hvor en strejke blandt offentligt ansatte blev afværget gennem et forlig.[5]
- OK21 (2021) – hvor der blev aftalt lønstigninger og forbedringer i arbejdsvilkår.[6]
- OK24 (2024) – aktuelle forhandlinger, der omhandler løn og rekrutteringsudfordringer i sundhedssektoren.[3]